# معدل الامتصاص النوعي

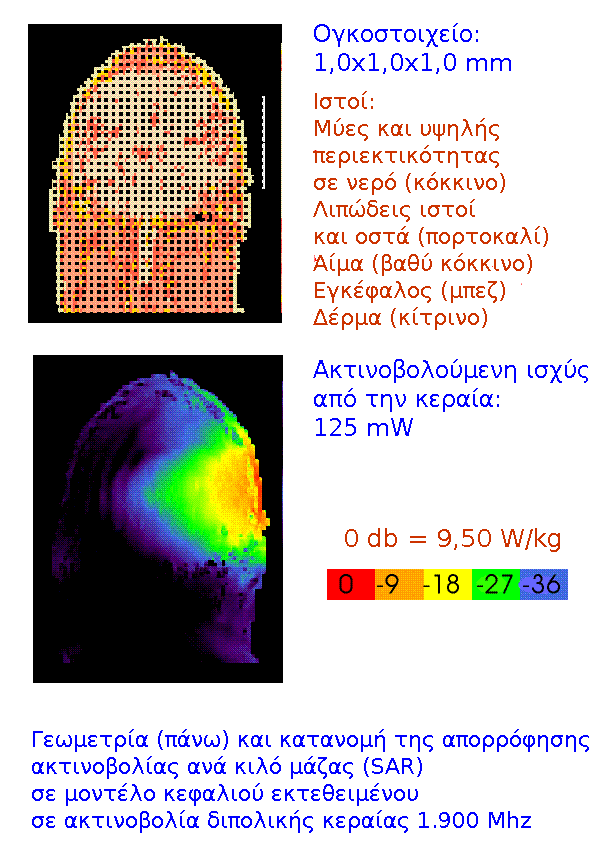

معدل الامتصاص النوعي (بالإنجليزية: Specific absorption rate، اختصاراً SAR)‏ هو قياس لمعدّل طاقة الاشعة الكهرومغناطيسية ال ممتصة من طرف الجسم عندما يكون معرّضا إلى مجال كهرومغناطيسي.
يعرف معدل الامتصاص النوعي SAR بانه معدل تغير ال مجال الكهربائي في المادة وذلك حسب المعادلة التالية:
{\displaystyle SAR={\frac {\sigma |E|^{2}}{2\rho }}}
حيث ان σ هي الموصلية الكهربية، E شدة المجال الكهربائي، وρ هي كثافة  المادة.